# Josef Melin (präst)
Josef Natanael Melin, född 9 juni 1887 i Valstads församling i dåvarande Skaraborgs län, död 6 maj 1970 i Falköpings stadsförsamling i samma län, var en svensk präst, verksam i Skara stift.
Josef Melin tillhörde prästsläkten Melin från Västergötland. Hans föräldrar var kontraktsprosten Samuel Melin och Hilda Stenborg. Vidare var han bror till prosten Samuel Melin (den yngre), botanikern Elias Melin, rektor Daniel Melin, kyrkoherde Paul Melin samt kontraktsprostarna David Melin och Ruben Melin.
Efter studentexamen 1905 i Skara fortsatte han sina studier på akademisk nivå i Uppsala med teologisk filosofisk examen 1906, teologie kandidatexamen 1910 och prästvigning i Skara samma år. Han var vakanskomminister i Dala församling 1913–1916 samt sjömanspräst i Westhartlepool och Middlesbrough 1916–1921. Återkommen till Sverige var han kyrkoherde i Stengårdshults församling 1921–1929 samt i Bitterna församling 1929–1956. 1955 utsågs han till prost. Han var ledamot av Svenska kyrkan sjömansvårdsstyrelse och Skara stifts sjömansråd. Han var ordförande i Västra och Östra Bitternas skolråd 1929–1939 och i kyrkostämma för Östra Bitterna, Laske-Vedum och Eling från 1929. Han var ledamot av Vasaorden (LVO).
Han gifte sig 1932 med Inga Lindberg (1895–1949, dotter till hemmansägaren Reinhold Natanael Lindberg och Anna Larsson De fick sonen Håkan 1933 och Anna-Karin 1937. Han är begravd på Bitterna kyrkogård tillsammans med sin hustru.